# Thug Matrix
Albums de Tragedy Khadafi
Q.U. Soldier
(2005) Blood Ballads
(2006)
Singles
1. Break Bread
Sortie : 20 septembre 2005

Thug Matrix est le cinquième album studio de Tragedy Khadafi, sorti le 4 octobre 2005.

## Liste des titres
| No  | Titre                                                                      | Contient un (des) sample(s) de                                   | Durée |
| --- | -------------------------------------------------------------------------- | ---------------------------------------------------------------- | ----- |
| 1.  | Intro                                                                      | Love is Blue de The Dells                                        | 1:59  |
| 2.  | The Game (featuring Havoc – Produit par Havoc)                             | Instant Love de Minnie Ripperton et Leon Ware                    | 5:07  |
| 3.  | Break Bread (featuring Cormega – Produit par Now & Laterz)                 | What Good Am I (Without You) de Revelation                       | 4:12  |
| 4.  | Gorilla Rap (featuring Raekwon – Produit par Scram Jones)                  | Police Woman de Morton Stevens Incarcerated Scarfaces de Raekwon | 2:57  |
| 5.  | On Grind (featuring Nature et Littles – Produit par Scram Jones)           |                                                                  | 3:52  |
| 6.  | Love Is Love (featuring Jinx – Produit par The Alchemist)                  | La vie ne m'apprend rien de Daniel Balavoine                     | 3:36  |
| 7.  | No Equivalent (featuring Cormega – Produit par Ayatollah)                  |                                                                  | 2:31  |
| 8.  | Stay Free (featuring Littles – Produit par The Alchemist)                  | Sunset de Kitarō I Cover the Waterfront de Bobby Bland           | 4:05  |
| 9.  | Salute (Produit par Now & Laterz)                                          |                                                                  | 2:54  |
| 10. | I Don't Wanna Live No More (featuring Star Blaze – Produit par Star Blaze) | The Heat Goes On d'Asia                                          | 4:16  |
| 11. | Aura (featuring Lady Repo – Produit par Simon Wolf)                        |                                                                  | 2:16  |
| 12. | Lyrical Calisthenics (Produit par Asmatik)                                 |                                                                  | 4:37  |
| 13. | Straight Death (Produit par Yatzee)                                        |                                                                  | 5:29  |
| 14. | Blinded by Science (featuring Havoc – Produit par Dams)                    | Blinded by Science de Foreigner                                  | 2:27  |